# San Pablo (Bolívar)
San Pablo es un municipio de Colombia, que se encuentra situado al sur del Departamento de Bolívar a 576 kilómetros de la Capital de la República, sobre la margen izquierda del río Magdalena en su recorrido medio y al norte del río Cimitarra.
Territorialmente ocupa hacia el occidente un alto porcentaje de la Serranía de San Lucas, sistema orográfico del Sur de Bolívar. Su posición geográfica es la 7° 09' 00" de Latitud Norte y 75° 56' 00" de longitud. San Pablo de Cimitarra, limita al norte con el municipio de Santa Rosa del Sur y Simití departamento de Bolívar, al sur con el municipio de Cantagallo, al oeste con Remedios y Segovia uh (departamento de Antioquia) y al este con el municipio de Puerto Wilches (departamento de Santander).

## Geografía
Posee una extensión de 2086 km², con una topografía variada de terrenos planos, semiplanos y ondulados.

### Clima
El clima del municipio de San Pablo es cálido seco, con una temperatura promedio de 28 a 30 grados;°C

## División Político-Administrativa
Además de su Cabecera municipal. San Pablo tiene bajo su jurisdicción los siguientes Centros poblados:
- Agua Sucia
- Canaletal
- Cañabraval
- Cerro Azul
- El Carmen
- El Rosario
- El Socorro
- La Fría
- La Unión
- La Virgencita
- La Ye
- Los Cagüises
- Pozo Azul
- Santo Domingo
- Vallecito
- Villa Nueva.

### Veredas
Además, de las siguientes Veredas:
Alto Berlín, Alto Cañabraval, Alto San Juan, Alto Sicué, Bajo sicué, Bajo Guarigua, Bajo San Juan, Bajo Sicué, Bajo Taracué, Boca de las Pavas, Caño Barbú, Caño de Oro, Caño Frío, Ciénaga de Vijá, El Jardín, El Retorno, Isla Medellín, La Esmeralda, La Estrella, La Florida, La Golondrina, La Pedregoza, Monterrey, Las Colinas, Las Margaritas, Las Mellizas, Loma Fresca,.

## Historia
Antes de la llegada de los españoles, el territorio que hoy ocupa el municipio de San Pablo fue habitado por grupos étnicos Karib, de las guyanas y de la Amazonía, grupos que habitaron toda la región del hoy Magdalena Medio. Sobre estas tierras cálidas, cercanas a grandes ríos, desarrollaron el cultivo del maíz, la yuca y la ahuyama; también destacaron en la caza y la pesca.
Estos grupos comerciaban e intercambiaban productos con grupos del altiplano y del occidente, en un sitio hoy llamado La Tora- Barrancabermeja, aquí hacían trueque de productos como carnes, pescados secos, esmeraldas, sal, vasijas, artes de caza, y piezas de algodón. Estas relaciones entre grupos se dieron utilizando el camino del Opón y la convergencia de ríos provenientes del occidente sobre el eje del Yuma, hoy río Magdalena.
Respecto a la historia fundacional de San Pablo existen dos versiones de su fundación, la primera dice que San Pablo fue fundado por iniciativa de Alonso Ramírez Aurellano, conquistador español que vino procedente de Venezuela, inicialmente se trasladó a un caserío indígena actual Simití y aquí expresó la idea de construir un puerto sobre el Gran Río, fundación que no fue nada fácil pues la primera vez fueron rechazados por los indios que habitaban esta parte de la ribera del río. En su segunda vez de incursión sometieron a los indios y se adueñaron de otro caserío indígena, al tomar posesión de éste un sacerdote le puso el nombre de El Puerto Fuerte de San Pablo en honor del apóstol San Pablo, al parecer esto sucedió en 1542.
La segunda versión da cuenta de que el caserío fue fundado en el siglo XVIII, en el año de 1770, debido a que en este año fueron abandonadas algunas minas en Guamocó, donde los trabajadores de esas minas emigraron por la selva hasta llegar a un sitio llamado Manila, desde allí salían sus habitantes por el río Cimitarra hasta el río Magdalena, fue entonces cuando fundaron a San Pablo.
El pequeño caserío de San Pablo tomaría cierta importancia con el surgimiento del sistema de navegación a vapor, puesto que por su ubicación geográfica era la única población existente entre Badillo y Barrancabermeja. Además era sitio de transbordo obligado porque en esta parte del río se acumulaban muchos troncos y palos por ser poco profundo y dificultaba el transporte.
Otro hecho importante para el caserío fue el surgimiento de la explotación de madera como combustible para alimentar las calderas de los buques a vapor que zarpaban en el río. Este combustible fue utilizado desde 1823 a 1930.
En los años 40 se dio inicio a proyectos de explotación y extracción petrolera con las compañías Socony, Rechmond y la Shell, esto dio un rumbo de progreso a la economía de la región y trajo consigo cientos de personas de variadas regiones del país atraídas por el oro negro, las cuales tomaron asiento en la población de San Pablo; aprovechando la infraestructura de trochas petroleras, se dio asiento a fincas y a una apropiación masiva de tierras, que inició una lucha de colonos y campesinos, bajo la influencia de grupos de izquierda, agentes del gobierno y terratenientes, en una lucha por el dominio de la región, que no termina y que involucra nuevos actores.
Entre 1965 y 1966 se crea la Junta Pro- Municipio, a raíz del abandono administrativo en que Simití mantenía a los pobladores de este corregimiento, el cual no recibía recursos financieros para educación, salud y vías de comunicación.
Finalmente San Pablo, fue creado como municipio el 23 de octubre de 1968 con la Ordenanza n.º 02 del 23 de octubre de 1968, con los corregimientos de Cantagallo, Canaletal, Socorro y Santo Domingo.
Para esta fecha el auge agropecuario era el sector productivo en toda la población destacándose el cultivo del arroz, maíz y yuca, como principales productos. La ganadería tomó gran impulso en la región ya que instituciones como el Fondo Ganadero, Ecopetrol facilitaban el manejo de semovientes en la zona rural; en minería, la explotación petrolífera en el entonces Corregimiento Cantagallo generaba fuertes ingresos por concepto de regalías.

## Economía
Los habitantes de esta región se dedican principalmente a la agricultura, ganadería y minería.
Los sistemas de producción agrícola corresponden en general a la economía campesina, con tecnologías locales que registran bajos volúmenes de producción y limitaciones para afrontar procesos de innovación y competitividad en los mercados regionales y nacionales

## Educación
San Pablo cuenta con dos instituciones en la zona urbana y dos en la zona rural, la Institución Educativa Técnica Agropecuaria y Comercial de San Pablo (IETAC), reconocida como la institución más antigua del municipio y la Institución Educativa Técnica Integrada (IETLI); en la zona rural se encuentra la Institución Educativa Canaletal y la Institución Educativa Técnica Agropecuaria y Empresarial de Pozo Azul (IETAEPA).
El Servicio Nacional de Aprendizaje (SENA) ha traído al municipio gran variedad de cursos técnicos y tecnológicas que han sido de gran ayuda para los habitantes del municipio, universidades como la Universidad Nacional de Colombia y la Universidad de Pamplona han traído gran variedad de carreras profesionales a distancia.

## Cultura
Sus fiestas principales son las ferias de la Virgen del Carmen celebrada del 16 al 19 de julio y las fiestas de San Pedro y San Pablo celebrada del 26 al 29 de junio. También están los carnavales de San Pablo celebrado en el mes de febrero. En San Pablo actualmente existen diversas colonias que rinden honores a sus "patronas" como por ejemplo Nuestra Señora de La Original de Simití, La Inmaculada Concepción, San José, Nuestra Señora de La Candelaria, en el barrio San Pablito, Santa Lucía, en el barrio Nuevo o Nueva Alianza, Santa Marta, San Martín de Loba, en el barrio San Martín, Nuestra Señora de Guadalupe, Nuestro Señor de Los Milagros de Buga, Nuestra Señora del Belén y otras devociones según su religiosidad.
Aunque en los últimos tiempos se ha permitido a sus mandatarios o dirigentes acabar con la cultura del pueblo basados en sus creencias religiosas, sin tener en cuenta la ideología de sus habitantes. y valor que tiene para la comunidad esta tradición.

## Estructura organizacional municipal
| San Pablo    | San Pablo   | San Pablo                  |
| Departamento | Código DANE | Categoría municipal (2023) |
| ------------ | ----------- | -------------------------- |
| Bolívar      | 13670       | Sexta                      |

- Personería: Es un centro del Ministerio Público de Colombia que ejerce, vigila y hace control sobre la gestión de las alcaldías y entes descentralizados; velan por la promoción y protección de los derechos humanos; vigilan el debido proceso, la conservación del medio ambiente, el patrimonio público y la prestación eficiente de los servicios públicos, garantizando a la ciudadanía la defensa de sus derechos e intereses.
- Concejo Municipal: Es la suprema autoridad política del municipio. En materia administrativa sus atribuciones son de carácter normativo. También le corresponde vigilar y hacer control político a la administración municipal. Se regulan por los reglamentos internos de la corporación en el marco de la Constitución Política Colombiana (artículo 313) y las leyes, en especial la Ley 136 de 1994 y la Ley 1551 de 2012.

Constituido por 13 concejales por un periodo de 4 años.
- Alcaldía Municipal: En esta se encuentra la administración municipal y las entidades descentralizadas del municipio.

El Alcalde se pronuncia mediante decretos y se desempeña como representante legal, judicial y extrajudicial del municipio. El actual Alcalde municipal es Jair Acevedo Cavadia (2024-2027), elegido por voto popular.
- JAL.

## Servicios públicos
- Energía Eléctrica: Electrificadora de Santander, (ESSA) del grupo EPM, es la empresa prestadora del servicio de energía eléctrica.
- Gas Natural: Surtigas es la empresa distribuidora y comercializadora de gas natural en el municipio.